# Lolland-Falster Film
|  | Denne artikel er oprettet af botten Steenthbot ud fra en ekstern database. Den kan derfor have sproglige fejl eller mangler. Denne skabelon kan fjernes efter kontrol af indholdet. |

Lolland-Falster Film er en dansk dokumentarisk optagelse fra 1938.

## Handling
Fra den 13. til den 14. august afholdes der høstfest i Stubbekøbing. Festen er Lollands-Falsters største folkefest. I løbet af dagene finder en række begivenheder sted bl.a. ringridning, politihundeopvisning og en skønhedskonkurrence. Sydhavsøernes skønhedsdronning kåres af dommer Ludvig Brandstrup, der har bind for øjnene. Den heldige vinder er Vera Kuhr fra Nykøbing F. Efter kåringen køres dronningen i hyldesttog gennem byen til Stubbekøbing Rådhus, hvor hun modtager folkets hyldest på rådhusets balkon. Komiteens formand, Bagermester P. Jacobson, dirigerer hyldesten fra balkonen. De begivenhedsrige festdage rundes af med et brag af et fyrværkerishow. Optagelserne ligger i tilfældig rækkefølge.